# Leiston Football Club
O Leiston Football Club é um clube de futebol sediado em Leiston, Suffolk, Inglaterra. Atualmente, eles são membros da Southern League Premier Division Central e jogam na Victory Road.

## História
Fundado em 1880, o clube estava inicialmente intimamente ligado às Obras de Engenharia Richard Garrett. Eles chegaram à final da Suffolk Sênior Cup em 1892, 1897 e 1904, perdendo em cada ocasião, embora o clube tenha vencido a Copa Júnior em 1895. Em 1894, Leiston ingressou na Liga Norte de Suffolk, onde jogou até 1909. Em 1900 o clube também ingressou na Ipswich & District League (mais tarde na Suffolk & Ipswich League) e foi campeão nas três primeiras temporadas. Em 1904 eles se transferiram para a South East Anglican League, saiu em 1907 e retornou em 1911 (agora renomeada para East Anglican League). Entre 1912 e 1914, o clube também jogou na Ipswich & District League.
Após a Primeira Guerra Mundial o clube foi renomeado para Leiston Works Athletic e voltou pra Ipswich & District League e pra East Anglican League. Em 1920 saíram da EAL e foram pra Essex & Suffolk Border League. Ao final da temporada 1920-21 o clube saiu tanto da IDL quanto da ESBL e foi pra Norfolk & Suffolk League, retornando pra IDL em 1926.